# Salma Rachid
Pour les articles homonymes, voir Rachid.
 (juillet 2022).
Si vous disposez d'ouvrages ou d'articles de référence ou si vous connaissez des sites web de qualité traitant du thème abordé ici, merci de compléter l'article en donnant les références utiles à sa vérifiabilité et en les liant à la section « Notes et références ».
Salma Rachid (en arabe : سلمى رشيد Prononciation marocaine :[sælmæ ɾɑʃid] ;) est une chanteuse pop marocaine née le 13 juin 1994. Elle s'est fait remarquer à l'âge de 18 ans lors de sa participation à la deuxième saison de Arab Idol, diffusée sur MBC. Étant la plus jeune concurrente, elle atteint la cinquième place et est félicitée pour la force de sa voix, sa capacité à maîtriser différents styles et son charisme.

## Biographie
Sa famille est originaire de l'oasis de Tafilalet, au sud-est du Maroc. Salma est née et a grandi dans le quartier de Hay Mohammadi, Ain Sebaa-Hay Mohammedi à Casablanca, au Maroc. Toute petite, elle est passionnée par la musique, le dessin et la mode. Lors d'une interview pour MBC, elle révèle qu'elle volait des vêtements à sa famille pour les découper et les recouper afin d'inventer de nouveaux modèles. Dans la même interview, elle raconte qu'elle a failli être renversée par une voiture quand elle était plus jeune ; sa meilleure amie perdit la vie en la sauvant. Elle obtient son baccalauréat en juin 2012 et s'inscrit à l'université où elle poursuit ses études en économie.

## Participation àArab Idol
A 18 ans, Salma est auditionnée pour la deuxième saison de Arab Idol. Le casting marocain a eu lieu à Casablanca.